# Thala gorii
Thala gorii is een slakkensoort uit de familie van de Costellariidae. De wetenschappelijke naam van de soort is voor het eerst geldig gepubliceerd in 2003 door Rosenberg & Salisbury.